# 金田一バイパス
金田一バイパス（きんたいちバイパス）は、国道4号のバイパス道路である。
二戸市金田一地区における交通渋滞緩和と沿道環境改善を目的に建設され、1985年に金田一温泉北口から金田一温泉駅前の区間が部分開通し、1996年に旧金田一村中心部迂回路部分（市道金田一温泉駅前線-二戸バイパス北口間）が開通した。しかし金田一温泉駅北に位置する下山井地区には土砂崩落危険箇所があり、なおかつ道幅が狭く歩道がなかったため、馬淵川をショートカット（「下山井大橋」と「姉滝大橋」の2橋を新設）する形で2002年11月24日に迂回路を開通させ、旧金田一村中心部迂回部分と併せて「金田一バイパス」の区間に組み込ませ、現在のバイパス道路が全通した。
また当バイパス北口（IGR線山井ガード西側）から青岩橋（旧道）経由・青森県道149号目時停車場線までの区間は単線時代の旧東北本線ルートを転用している（岩手県道241号上斗米金田一線の一部区間もこれに該当）。

## 区間

### 起点
- 岩手県二戸市堀野字長池（二戸バイパス北口）

### 終点
- 岩手県二戸市金田一字上野（IGRいわて銀河鉄道いわて銀河鉄道線舌崎ガード下）

### 途中交差する道路
- 岩手県道244号金田一温泉線（二戸市金田一字小林、東北新幹線高架下）
- 国道395号（二戸市金田一字馬場）

## 構造
- 金田一地区中心部迂回路部分は車道が全面コンクリート舗装の片側1車線。両側に幅3.5mの歩道を整備。下山井迂回路部分は旧ルートよりIGR線に近づく形となり全面アスファルト舗装の片側1車線。東側に3.5mの歩道を整備。